# La’cryma Christi
La’cryma Christi (jap. ラクリマ・クリスティー; pol. dosł. Łzy Chrystusa) – japoński zespół rockowy nurtu visual kei pochodzący z Osaki, wcześniej znany jako Strippe-D Lady. W szczytowym okresie byli uważani za jednych z „wielkiej czwórki visual kei” obok takich zespołów jak Fanatic Crisis, Malice Mizer i Shazny.

## Historia

### 1991–1999: Początki, zmiana nazwy zespołu i wzrost popularności
Zespół powstał w 1991 roku w Osace pod nazwą Strippe-D Lady. Został utworzony przez dwóch studentów wokalistę i lidera Take i gitarzystę Hiro. W styczniu 1993 roku w skład zespołu wchodzili Taka, Hiro, Levin, Koji i Kita-J mieszali oni style hard rocka i heavy metalu. Pierwszy koncert zespołu miał miejsce w Osace, następnie wydali swoją taśmę demo zatytułowaną Hibi Wareta Kagami niwatashi o koroshita ko..., która zawierała trzy piosenki. W październiku 1994 basista zespołu Kita-J zdecydował się opuścić Strippe-D Lady, ale nie wszystko było stracone, Shuse przejął funkcję basisty, a Taka postanowił zmienić nazwę zespołu na La’cryma Christi.
Pod nową nazwą wydali swój pierwszy singel Siam's Eye, który ukazał się w lipcu. Przez następne dwa lata zespół ograniczał się wyłącznie do koncertów, z których kilka zostało wyprzedanych do ostatniego miejsca. Dopiero na początku 1996 roku wydali swój pierwszy minialbum zatytułowany Warm Snow.. Wkrótce nadszedł czas na ich pierwszą trasę koncertową Home Sick Child składającą się z 14 występów trwającą od lipca do września. W grudniu odbyła się kolejna trasa koncertowa, tym razem Child of the Holy składała się z 12 występów. Obie te trasy były oznaką sukcesu zespołu.
12 listopada 1997 roku wydali swój pierwszy pełny album Sculpture of Time. Wkrótce po tym zespół zorganizował małą trasę koncertową pod nazwą Night Flight, która odbyła się w grudniu i składała się z trzech koncertów, które zostały całkowicie wyprzedane. Rok 1998 zaczął się od poinformowania fanów, że fanklub zespołu będzie nosił nazwę SIMPATIA. W lipcu wzięli udział w Break Out '98, a już miesiąc później ukazał się ich singel Mirai Koro, który osiągnął trzecie miejsce na listach przebojów. Jeszcze w tym samym roku 25 listopada wydali swój drugi pełny album zatytułowany Lhasa, który zawierał ich najwyżej notowany singel, Mirai Koro, a sama piosenka wykorzystana została jako ending do anime „Nightwalker: The Midnight Detective”.
Na początku 1999 roku ruszyli w trasę koncertową składającą się z 17 występów, które wyprzedały się pierwszego dnia. W rezultacie dodano dwa dodatkowe występy w Budokan, na które bilety również szybko zostały wyprzedane. Aby jeszcze bardziej zwiększyć popularność zespołu, wzięli udział w wydarzeniu SWEET TRANCE '99, które odbyło się w Budokan. Miesiąc później rozpoczęli pracę nad trzecim albumem na Hokkaido.

### 2000–2007: Niesłabnąca popularność i rozwiązanie zespołu
Na początku nowego tysiąclecia La’cryma Christi nie wykazywali oznak spowolnienia kariery. W styczniu wydali swój nowy singel Lime Rain, odbyli pięciodniową trasę koncertową tylko dla fanklubu, uczestniczyli też w kilku lokalnych występach, a także ukończyli swój trzeci album Magic Theatre, który trafił do sprzedaży 15 marca. W sierpniu 2000 roku mieli swój pierwszy występ za granicą, który odbył się w Korei Południowej. Po powrocie zespół wziął udział w imprezie SHOCKWAVE ILLUSION 2000. Potem nastąpiła kolejna trasa koncertowa, na której zostali zaproszeni do wzięcia udziału w SWEET TRANCE 2000.
Na początku 2001 roku Taka zaczął prowadzić muzyczny talk-show stacji TV Asahi Satellite „Heart Rock Cafe”. W październiku ukazał się nowy singel JUMP!!. Pod koniec 2001 roku zespół dał wiele występów: zaczynając od koncertu charytatywnego na rzecz walki z AIDS, wkrótce potem wystąpili na SWEET TRANCE 2001, po którym odbył się SWEET TRANCE 2nd STAGE. Odbyli także trzydniową trasę, JUMPING FLASH. W 2002 roku aktywność zespołu wzrosła w lutym ukazał się singel Jonetsu no Kaze, który następnie został wykorzystany jako piosenka przewodnia w serialu telewizyjnym. W marcu zespół wydał album &・U, a następnie wyruszył w trasę koncertową. Na koniec roku wydali singel Hirameki, który ukazał się w grudniu.
Rok 2003 był kolejnym pracowitym rokiem wypełnionym koncertami i wydawnictwami, założyli również własną wytwórnię pod szyldem Sweet Child, o nazwie Majestic Ring i powrócili do bycia niezależnym zespołem. W marcu ukazał się maxi-singel Mystical Gliter, a w lipcu Groove Weapon. Niedługo potem wydali swój szósty album zatytułowany Deep Space Syndicate, który pod pewnymi względami był całkowitym odejściem od ich poprzednich albumów, ale w innych aspektach odzwierciedlał ich wcześniejsze dokonania. W 2004 roku ukazały się dwa maxi-single, album Greatest-Hits z największymi przebojami zespołu i DVD. Jeszcze tego samego roku ogłoszono trzy koncerty, które miały odbyć się w Sun Plaza w Nakano, aby uczcić ich 10 rocznicę. Jednak wkrótce potem zespół ogłosił rozczarowujące ogłoszenie, że organizatorzy tych koncertów zrezygnowali, co spowodowało przesunięcie ich na inny termin. Po występie na żywo 21 marca 2005 roku KOJI wycofał się z powodu różnic muzycznych. 29 czerwca tego samego roku wydali swój szósty album ZEUS, pierwszy jako zespół czteroosobowy.
Ich ostatni album, Where the Earth is Rotting Away, został wydany we wrześniu 2006 roku. Na blogu Taki ogłoszono, że La’cryma Christi rozpadnie się 20 stycznia 2007 roku, powołując się na różnice muzyczne. W styczniu 2007 roku odbył się ich ostatni koncert. Nagranie z niego wraz z materiałem dokumentalnym z ich ostatniej trasy w 2006 roku zostały zebrane na DVD, które nazwano Last Live "White Period", DVD trafiło do sprzedaży w sierpniu 2007 roku.

### Od 2009: Zjednoczenie zespołu, obecnie
Dwa lata po rozpadzie 24 października 2009 roku zespół nagle się zjednoczył, występując na festiwalu V-Rock w pięcioosobowym składzie wraz z Koji. Tam ogłosili swoją trasę koncertową La’cryma Christi Resurrection ~Final Prayer~, która rozpocznie się 12 stycznia 2010 roku, a zakończy 1 lutego.
1 lutego 2012 roku ogłosili trasę koncertową z okazji 15. rocznicy debiutu. Trasa koncertowa rozpoczęła się 8 maja, a zakończyła 29 lipca. Na ostatnim koncercie ogłoszono kolejny koncert, który odbył się 30 września w Shibuya-AX.
Koji gitarzysta zespołu zmarł 15 kwietnia 2022 roku na raka przełyku.

## Członkowie
- Taka – wokal (1991–2007, 2009–2010, 2012)
- Hiro – gitara (1991–2007, 2009–2010, 2012)
- Koji – gitara (1992–2005, 2009–2010, 2012)
- Shuse – gitara basowa (1994–2007, 2009–2010, 2012)
- Levin – perkusja (1992–2007, 2009–2010, 2012)

### Byli
- Sima-Chan – perkusja (Strippe-D Lady)
- Kita-J – gitara basowa (Strippe-D Lady)
- Jun – gitara basowa (Strippe-D Lady)

## Dyskografia

### Albumy
| Tytuł                           | Informacje                                                                             | Najwyższa pozycja |
| Tytuł                           | Informacje                                                                             | JPN (Oricon)      |
| ------------------------------- | -------------------------------------------------------------------------------------- | ----------------- |
| Sculpture of Time               | - Wydany: 12 listopada 1997 - Wytwórnia: Child of the Moon Records, Break Out, Polydor | 8                 |
| Lhasa                           | - Wydany: 25 listopada 1998 - Wytwórnia: Child of the Moon Records, Break Out, Polydor | 8                 |
| Magic Theater                   | - Wydany: 15 marca 2000 - Wytwórnia: Child of the Moon Records, Polydor                | 22                |
| &・U                            | - Wydany: 6 marca 2002 - Wytwórnia: Polydor                                            | 36                |
| Deep Space Syndicate            | - Wydany: 5 listopada 2003 - Wytwórnia: Majestic Ring                                  | 42                |
| Zeus                            | - Wydany: 25 maja 2005 - Wytwórnia: Majestic Ring, Universal                           | 59                |
| Where the Earth is Rotting Away | - Wydany: 27 września 2006 - Wytwórnia: Majestic Ring                                  | 79                |